# Jodie Turner-Smith
Jodie Turner-Smith, född 7 september 1986 i Peterborough, är en brittisk skådespelare.
Turner-Smith har bland annat medverkat i TV-serierna The Last Ship 2017–2018 och Nightflyers 2018. Hon har även medverkat i filmerna Queen & Slim från 2019 där hon spelade en av huvudkaraktärerna, Queen, samt Vitt brus år 2022 och Murder Mystery 2 år 2023.
Hon var mellan 2019 och 2023 gift med skådespelaren Joshua Jackson. I september 2023 lämnades en skilsmässoansökan in.

## Filmografi (i urval)
- 2017–2018: The Last Ship
- 2018 – Nightflyers
- 2019 – Queen & Slim
- 2019 – Jett (TV-serie)
- 2022 – Vitt brus
- 2023 – Murder Mystery 2
- 2023 – Bad Monkey
- 2024 – The Acolyte (TV-serie)
- 2024 – The Agency (TV-serie)
- 2025 – A Big Bold Beautiful Journey